# Fre:ac
fre:ac (старое название — BonkEnc) — кроссплатформенный риппер. Распространяется под лицензией GNU General Public License.

## Возможности
Помимо оцифровки аудиодисков программа способна на переконвертирование из одного аудиоформата в другой. fre: ac поддерживает такие основные аудиоформаты как MP3, Ogg Vorbis, MP4/AAC, WMA и FLAC. Имеет многоязычный интерфейс. Разработчики приложили большие усилия для поддержки кодировок Unicode. Программа способна работать с базой данных CD freedb и форматами тегов ID3v2 с помощью Юникода.